# Ricochet (Wrestler)
Trevor Mann (* 11. Oktober 1988 in Paducah, Kentucky, USA) ist ein US-amerikanischer Wrestler. Er ist besser bekannt unter seinem Ringnamen Ricochet. Er war vor allem im Independent Wrestling aktiv und wrestelte als Prince Puma in der Fernsehserie Lucha Underground. Aktuell ist er bei All Elite Wrestling (AEW) unter Vertrag. In seiner Karriere hat er zahlreiche Titel bei verschiedenen Independent-Wrestlingligen erhalten, in der WWE konnte er die NXT North American Championship, die WWE United States Championship sowie die WWE Intercontinental Championship jeweils einmal gewinnen.

## Privatleben
Er war längere Zeit in einer Beziehung mit der Wrestlerin Tessa Blanchard. Die beiden lebten zusammen in einer Wohngemeinschaft mit dem WWE-Wrestler Apollo Crews in Orlando, Florida. Aktuell ist er in einer Beziehung mit der WWE-Ringansagerin und Korrespondentin Samantha Irvin.

## Wrestling-Karriere

### Anfänge
Trevor Mann startete unter dem Ringnamen Cameron Locke bei Chaos Pro Wrestling und gab dort am 11. Oktober 2003 sein Ringdebüt. Trainiert von Brandon Walker und Chuck Taylor, der auch sein erster Langzeitrivale wurde, absolvierte er Auftritte bei weiteren kleinen Wrestlingligen, zum Beispiel bei Insanity Pro Wrestling und Independent Wrestling Association Mid-South.

### Independent-Ligen (2006–2018)
2006 begann er für Chikara aus Philadelphia, Pennsylvania zu wrestlen. Auch dort hatte er viele Auftritte mit Chuck Taylor. Nach einem „Karriere-Match“ gegen Taylor musste er 2007 die Promotion „verlassen“, kämpfte jedoch als Helios, unter einer Maske versteckt, weiter. Als Helios durfte er den Young Lions Cup gewinnen. Von 2008 bis 2010 kämpfte er als Trios-Wrestler (Drei-Mann-Tag-Teams im Lucha Libre-Stil) zunächst als The Golden Trio mit Incoherence (Hallowicked und Delirious) und später im Stable The Future is Now.
2010 debütierte er bei der neu gegründeten Wrestling-Promotion Evolve, die von Gabe Sapolsky nach seinem Ausscheiden bei Ring of Honor gegründet wurde. Sapolsky, ebenfalls Vizepräsident von Dragon Gate USA ließ ihn auch in seiner zweiten Liga antreten, wo er zunächst dem Babyface-Stable Warriors International angehörte, dann aber im Stable Blood Warriors zum Heel wurde. Er trat anschließend auch bei Dragon Gate in Japan an und gewann diverse Titel in beiden Promotions. Parallel dazu wrestelte er auch bei Pro Wrestling Guerrilla (PWG), wo er die Battle of Los Angeles 2014 gewann.

### New Japan Pro Wrestling (2013–2017)
2013 wechselte er zu New Japan Pro-Wrestling, wo er ebenfalls einige Titel als Einzel- und Tag Team-Wrestler gewinnen durfte.

### Lucha Underground (2014–2016)
Im September 2014 debütierte er als Prince Puma im Main Event der ersten Folge der US-amerikanischen Fernsehsendung Lucha Underground, in der er gegen Johnny Mundo verlor. Ihm wurde ein fiktiver Latino-Background angedichtet und er trug dort eine Puma-Maske. Am 7. Januar 2015 (aufgenommen am 5. Oktober 2014) besiegte er in einer Battle Royal 19 andere Wrestler und wurde so erster Lucha Underground Champion. Den Titel behielt er die ganze erste Staffel über. Beim Höhepunkt der ersten Staffel, der Großveranstaltung Ultima Lucha musste er sich Mil Muertes geschlagen geben. In der zweiten Staffel formte er eine Gruppierung mit El Dragon Azteca Jr. und Rey Mysterio Jr., mit denen er die Lucha Underground Trios Championship gewann.
Mann trat nach der zweiten Staffel mit WWE in Verhandlung. Lucha Underground machte ihm daraufhin ein Angebot: Bei völliger Freiheit seine Independent-Karriere bei NJPW und PWG fortzuführen, würde er durch seinen neuen Vertrag zum bestbezahlten Mann im Pro-Wrestling außerhalb der WWE. Doch Mann ging darauf nicht ein. In der dritten Staffel, die 2017 gesendet wurde, gewann er am Ende bei Ultima Lucha III den Championtitel, wurde jedoch danach von Gift of the Gods Champion Pentagón Dark herausgefordert und verlor ein Karrierematch und den Titel gegen den Herausforderer. Damit beendete er vorläufig seine Karriere bei Lucha Underground.

### World Wrestling Entertainment (seit 2018)

#### NXT North American Champion(2018–2019)
Anfang 2018 unterschrieb er einen Vertrag bei WWE. Sein erstes Match bestritt er bei den NXT Tapings am 2. Februar 2018, als er sich gegen Fabian Aichner durchsetzen konnte. Am 7. April 2018 nahm er bei NXT TakeOver: New Orleans an einem 6-Mann-Leitermatch teil, dessen Sieger die neu eingeführte NXT North American Championship erhalten sollte. Ricochet konnte dieses Match jedoch nicht gewinnen, stattdessen konnte sich Adam Cole den Titel sichern. Am 18. August 2018, bei NXT TakeOver: Brooklyn IV, gewann er ein Titelmatch gegen Adam Cole und wurde damit zum zweiten Titelträger der NXT North American Championship. Diesen Titel behielt er für 161 Tage, bis er ihn bei NXT TakeOver: Phoenix am 26. Januar 2019 an Johnny Gargano verlor.

#### Raw(2019–2021)
Am 18. Februar 2019 debütierte Ricochet überraschend bei Raw, indem er Finn Bálor gegen Bobby Lashley und Lio Rush half. Das nachfolgende Tag Team-Match gegen Lashley und Rush konnten Ricochet und Bálor gewinnen. Am nächsten Tag hatte er ein Match gegen Eric Young bei SmackDown Live, welches er ebenfalls gewinnen konnte. In den folgenden Wochen bildete er ein Tag Team mit Aleister Black und bestritt zahlreiche Matches bei Raw, SmackDown Live, NXT und deren Pay-per-Views. Gemeinsam mit Black nahm Ricochet bei NXT am Dusty Rhodes Tag Team Classic-Turnier teil und beide konnten in der NXT-Ausgabe vom 27. März 2019 das Finale für sich entscheiden. Neben dem Turniergewinn bekamen sie zudem ein Titelmatch um die NXT Tag Team Championships bei NXT TakeOver: New York zugesprochen.
Im Rahmen des Superstar Shake-Ups 2019 wechselte Ricochet am 15. April 2019 von NXT zu Raw. Er nahm am Money in the Bank Ladder Match am 19. Mai 2019 teil, das Match gewann er jedoch nicht. Am 23. Juni 2019 gewann er die WWE United States Championship von Samoa Joe bei WWE Stomping Grounds. Bereits nach wenigen Wochen, am 14. Juli 2019 verlor er den Titel an AJ Styles bei WWE Extreme Rules. Am 11. August 2019 verlor er ein Rückmatch um die United States Championship gegen AJ Styles beim WWE SummerSlam. Am 24. November 2019 bestritt er, als Teil von Team Raw, bei WWE Survivor Series zusammen mit Drew McIntyre, Kevin Owens, Seth Rollins und Randy Orton ein Traditional Survivor Series Elimination Match gegen Team SmackDown (Braun Strowman, Roman Reigns, Mustafa Ali, King Corbin, Shorty G.) und Team NXT (Damian Priest, Matt Riddle, Keith Lee, WALTER und Tommaso Ciampa). Dieses Match wurde von Team SmackDown gewonnen.

#### SmackDown(seit 2021)
Am 4. Oktober 2021 wurde er beim WWE Draft zu SmackDown gedraftet. Am 4. März 2022 gewann er die WWE Intercontinental Championship, hierfür besiegte er Sami Zayn. Die Regentschaft hielt 98 Tage und verlor den Titel, schlussendlich am 10. Juni 2022 an Gunther.

## Wrestling-Erfolge
- World Wrestling Entertainment

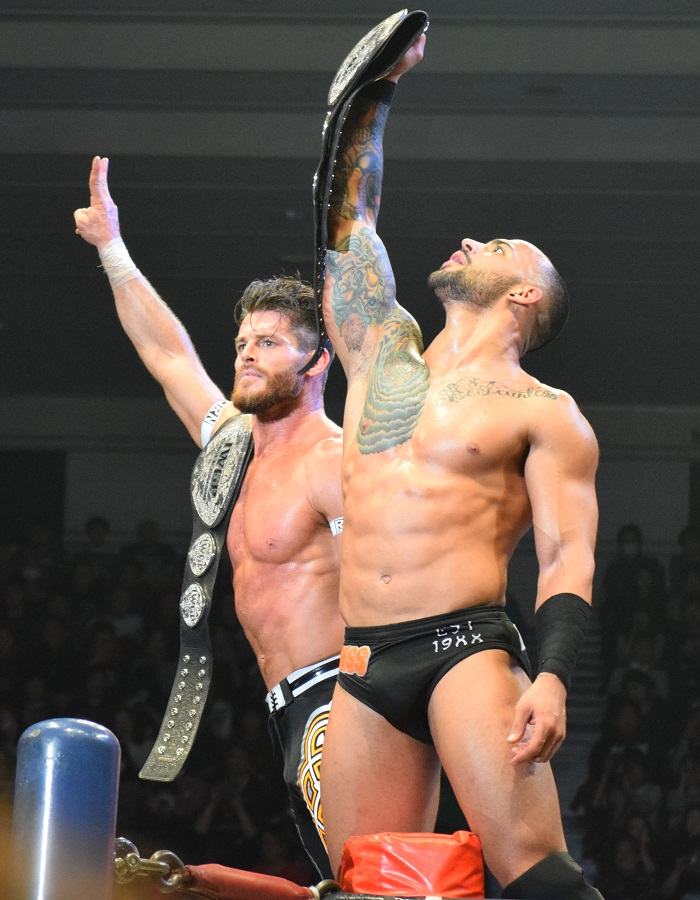
IWGP Junior Heavyweight Tag Team Champions Sydal und Ricochet im Jahr 2016.

  - WWE United States Championship (1×)
  - WWE Intercontinental Championship (1×)
  - WWE Speed Championship (1×)
  - NXT North American Championship (1×)
  - Dusty Rhodes Tag Team Classic (mit Aleister Black 2019)

- New Japan Pro-Wrestling
  - IWGP Junior Heavyweight Tag Team Championship (2× mit Matt Sydal, 1× mit Ryusuke Taguchi)
  - NEVER Openweight 6-Man Tag Team Championship (1× mit Matt Sydal und Satoshi Kojima, 1× mit David Finlay und Satoshi Kojima, 1× mit Hiroshi Tanahashi und Ryusuke Taguchi)
  - Best of the Super Juniors (2014)
  - Super Jr. Tag Tournament (2015 mit Matt Sydal)

- Lucha Underground
  - Lucha Underground Championship (2×)
  - Lucha Underground Trios Championship (1× mit Dragon Azteca Jr. und Rey Mysterio)
  - Aztec Warfare I (2014)
  - The Cueto Cup (2017)

- Pro Wrestling Guerrilla
  - PWG World Championship (1×)
  - Battle of Los Angeles (2014, 2017)

- Chikara
  - Young Lions Cup V (2007)

- DDT Pro-Wrestling
  - Ironman Heavymetalweight Championship (1×)

- Dragon Gate
  - Open the Dream Gate Championship (1×)
  - Open the Brave Gate Championship (1×)
  - Open the Twin Gate Championship (1× mit Cima, 1× mit Naruki Do)
  - Open the Triangle Gate Championship (1× mit Cima und Dragon Kid)
  - King of Gate (2013)

- Dragon Gate USA
  - Open the Freedom Gate Championship (1×)
  - Open the United Gate Championship (1× mit Cima, 1× mit Masato Yoshino)

- House of Glory
  - HOG World Heavyweight Championship (1×)

- Insanity Pro Wrestling
  - IPW Junior Heavyweight Championship (1×)

- Revolution Pro Wrestling
  - Undisputed British Tag Team Championship (1× mit Rich Swann)

- World Series Wrestling
  - WSW Heavyweight Championship (1×)

- Pro Wrestling Illustrated
  - Nummer 56 der Top 500 Wrestler in der PWI 500 im Jahr 2020